# Randall Brenes
Randall Brenes Moya (Cartago, 13 augustus 1983) is een Costa Ricaans voetballer die speelt voor de club CS Cartaginés in de Primera División. Hij debuteerde in 2005 in het Costa Ricaans voetbalelftal.

## Clubcarrière
Brenes, in zijn jeugdjaren door zijn lengte El Chiqui ("de kleine") genoemd, begon zijn professionele voetbalcarrière in het seizoen 2003/04 in de Costa Ricaanse competitie bij Club Sport Cartaginés. In zijn eerste seizoen maakte hij vijftien doelpunten in twintig duels. In het daaropvolgende seizoen speelde hij nog tien wedstrijden en scoorde hij zesmaal, waarna hij in juli 2005 vertrok naar FK Bodø/Glimt, samen met zijn club- en landgenoot Roy Miller. Op het moment van de transfer speelde deze club nog op het hoogste niveau in Noorwegen, de Tippeligaen, maar hetzelfde seizoen degradeerde het naar de tweede divisie. In deze competitie, de Adeccoligaen, eindigde Bodø/Glimt op de vijfde positie en eindigde Brenes als topscorer van de club, met dertien doelpunten in 23 wedstrijden. Het seizoen later speelde Brenes enkele wedstrijden minder en maakte hij twee doelpunten, relatief weinig ten opzichte van het voorafgaande seizoen; de club bereikte echter de derde positie in de competitie en promoveerde. Terug in de Tippeligaen kwam hij zevenmaal in actie, waarna  hij werd uitgeleend aan Kongsvinger IL, daarmee terugkerend naar de eerste divisie. Hij maakte hier het seizoen af en sloot vervolgens een contract af voor het seizoen 2009, met als doel promotie af te dwingen. In dit seizoen speelde hij alle competitieduels uitgezonderd één en werd daadwerkelijk promotie bereikt. Zijn laatste speelminuten voor Kongsvinger maakte Randall Brenes op 1 november tegen Mjøndalen IF. Daarna gaf hij aan terug te willen keren naar zijn vaderland met zijn gezin en verbrak hij zijn contract.
Begin 2010 keerde Brenes terug bij Cartaginés, waar hij op 31 januari zijn comeback maakte tegen Brujas (1–1). In zowel 2010 als 2011 werd hij verkozen tot speler van het jaar bij Cartaginés. Hij was topscorer bij zowel de Apertura van het seizoen 2010/11 als de Apertura van het seizoen 2011/12. Op 9 februari 2012 tekende Brenes een contract bij het Azerbeidzjaanse FK Khazar Lenkoran. Op 20 februari maakte hij zijn debuut in een 2–1 verloren competitieduel tegen Qäbälä PFK. Met Khazar kwam hij viermaal uit in de kwalificatie voor de UEFA Europa League. Brenes vertrok een halfjaar later door een breuk met zijn collega's. Twee weken later tekende hij opnieuw bij Cartaginés.

## Interlandcarrière
Randall Brenes maakte zijn debuut in het Costa Ricaans voetbalelftal op 8 juli 2005 in een duel om de CONCACAF Gold Cup tegen Cuba. Hij zorgde voor het eerste en tweede doelpunt van Costa Ricaanse zijde en had hiermee een aanzienlijk aandeel in de uiteindelijke 3–1 overwinning. Onder toenmalig bondscoach Ricardo La Volpe speelde hij vijf wedstrijden om de Copa Centroamericana in 2011. Brenes speelde mee in acht wedstrijden in de derde en vierde ronde van het kwalificatietoernooi voor het wereldkampioenschap 2014. Brenes won met Costa Rica de Copa Centroamericana 2013 door in de finale Honduras met 1–0 te verslaan. Op 10 september 2013 verzekerde hij zich met Costa Rica van deelname aan het mondiale voetbaltoernooi door met 1–1 gelijk te spelen tegen Jamaica. Op het wereldkampioenschap speelde Brenes mee in de gewonnen groepswedstrijd tegen Italië (1–0) en het derde groepsduel, dat eindigde in een doelpuntloos gelijkspel. Ook in de achtste finale tegen Griekenland kreeg Brenes van bondscoach Jorge Luis Pinto speeltijd. Na 83 minuten verving hij Cristian Bolaños en speelde hij mee in de verlenging. Costa Rica versloeg Griekenland uiteindelijk na strafschoppen; Brenes zelf nam er geen. De kwartfinale werd van Nederland verloren, na wederom een strafschoppenserie. Brenes speelde niet mee. Na het wereldkampioenschap kwam hij niet meer in actie in het Costa Ricaans elftal.

## Erelijst
Costa Rica
- Copa Centroamericana

2013